# (907) Rhoda
(907) Rhoda est un astéroïde de la ceinture principale, découvert le 12 novembre 1918 par l'astronome allemand Max Wolf depuis l'observatoire du Königstuhl.
Il est nommé en l'honneur de la femme de l'astronome américain Edward Emerson Barnard prénommée Rhoda. 